# São João da Boa Vista (kommun)
São João da Boa Vista är en kommun i Brasilien.   Den ligger i delstaten São Paulo, i den sydöstra delen av landet, 700 km söder om huvudstaden Brasília. Antalet invånare är 83 661.
Följande samhällen finns i São João da Boa Vista:
- São João da Boa Vista

Omgivningarna runt São João da Boa Vista är en mosaik av jordbruksmark och naturlig växtlighet. Runt São João da Boa Vista är det ganska tätbefolkat, med 149 invånare per kvadratkilometer.